# 中平勝
中平 勝（なかひら まさる、1960年9月15日 -　）は、日本の建築家。中平勝建築研究所主宰。和歌山県生まれ。

## 略歴
- 1983年 日本大学生産工学部建築工学科卒業
- 1987年 パオロ･ソレリ/アーコサンティ･ワークショップに勤務
- 1988年 北村陸夫+ズーム計画工房に勤務
- 1993年 中平勝建築研究所設立
- 1996年 京都国際建築技術専門学校非常勤講師
- 1997年-2004年 中央実務専門学校非常勤講師
- 2004年 大阪工業技術専門学校非常勤講師

インター・イントラスペースデザインセレクション'98デザイン賞を受賞している。代表作に兵庫県西宮市K邸、W/Nハウス、はたけの家などがある。